# Bernard Cafferty
Bernard Cafferty (Blackburn, 27 de junio de 1934), es un maestro de ajedrez, columnista, escritor, editor de revistas, y traductor, actividades todas ellas que realiza vinculado al mundo del ajedrez.
Originario de Blackburn, en Lancashire, estudió en la Universidad de Birmingham y residió en los Midlands durante muchos años, primero como estudiante y luego como maestro de escuela, enseñando geografía, y, desde 1964, ruso.

## Ajedrecista
Cafferty fue uno de los mejores ajedrecistas británicos durante las décadas de 1950 y 1960, y estuvo entre los diez mejores en 1959 y 1960 (2b en el antiguo sistema de clasificación, que sería equivalente a 217-224 en el actual sistema de clasificación de la Federación Inglesa de Ajedrez). Fue campeón británico Sub-18 (ex aequo) en 1952 y campeón británico Sub-21 en 1954. Fue campeón británico de ajedrez por correspondencia en la temporada 1959/60 y ganó el campeonato británico de ajedrez relámpago (diez segundos por movimiento) en 1964 (ex aequo), 1966, 1967, 1968 y 1969 y es el único jugador de la historia que ha ganado este título en cuatro ocasiones consecutivas. Jugó en el primer tablero por Warwickshire la Final de los Condados Ingleses de 1961, en la que su equipo venció. Participó en todos los Campeonato de Gran Bretaña en el período entre 1957 y 1971, venciendo a Peter Clarke, Sir Stuart Milner-Barry y Gerald Abrahams en su debut. Su mejor resultado fue en 1964 cuando empató en el segundo lugar junto a otros tres jugadores, tras Michael Haygarth. Logró Elo máximo de 2440 (en julio de 1971) y representó a Inglaterra internacionalmente en varias ocasiones, tanto en ajedrez sobre el tablero como en ajedrez por correspondencia.
En 1981 se trasladó a Hastings para ocupar el puesto de editor general de la British Chess Magazine. Dejó el cargo en 1991 pero permaneció como editor asociado de la revista hasta 2011. Fue columnista de ajedrez del Sunday Times entre 1983 y 1997, y del Birmingham Evening Mail entre 1967 y 2002.
Cafferty ha sido durante muchos años reconocido en el mundo del ajedrez por su profundo conocimiento de (y apasionado interés en) la lengua rusa, lo que le permitió traducir varios libros del ruso al inglés. Entre sus traducciones se encuentran Botvinnik's Best Games 1947-70 y la autobiografía del mismo Achieving the Aim, así como compilaciones de las mejores partidas de Mikhail Tal y Boris Spassky. Quizá la más notable de sus traducciones fue Think Like a Grandmaster, de Aleksandr Kotov, (Batsford, 1971), un libro que a menudo se asocia con el incremento de la calidad del ajedrez de competición en Gran Bretaña en la década de 1970. Para la editorial 'The Chess Player' tradujo dos libros de Georgy Lisitsin (extraídos de su obra de 1958 Strategiya i Taktika Shakhmat), Pawns in Action de Sokolsky (1976) y escribió (junto con Tony Gillam) Chess with the Masters (1977).
A partir de 1970 fue menos activo como jugador, pero hizo de segundo de Tony Miles cuando este ganó el Campeonato del mundo juvenil de 1974 en Manila, Filipinas. Miles es el único británico que ha ganado este título, (hasta 2013).

## Obras

### Estudios y biografías
- Cafferty, Bernard. Spassky's 100 Best Games. Batsford, 1972. ISBN 0-7134-0362-4.
- Cafferty, Bernard. Tal's 100 Best Games. Batsford, 1975. ISBN 0-7134-2765-5.
- Cafferty, Bernard. Chess with the Masters (coautor: Tony Gillam). Chess Player, 1977. ISBN 0-900928-95-6.
- Cafferty, Bernard. Boris Spassky - Master of Tactics. Batsford, 1991. ISBN 0-7134-2409-5.
- Cafferty, Bernard. Play The Evans Gambit (coautor: Tim Harding). Cadogan, 1997. ISBN 1-85744-119-2.
- Cafferty, Bernard; Taimanov, Mark. The Soviet Chess Championships. Batsford, 1998. ISBN 1-85744-201-6.
- Cafferty, Bernard. British Chess Magazine 1923-32: An Anthology. British Chess Magazine, 1986. ISBN 0-900846-45-3.

### Traducciones
- Botvinnik, Mikhail. Botvinnik's Best Games 1947-1970. traducido por Bernard Cafferty. Cadogan, 1972. ISBN 0-7134-0537-8.
- Botvinnik, Mikhail. Achieving the Aim. traducido por Bernard Cafferty. Pergamon Press, 1981. ISBN 0-08-024120-4.
- Kotov, Alexander. Think Like a Grandmaster. traducido Bernard Cafferty. Batsford, 1971. ISBN 0-7134-0356-X.